# شرلی استرانگ
شرلی استرانگ (انگلیسی: Shirley Strong؛ زادهٔ ۱۸ نوامبر ۱۹۵۸) ورزشکار دو و میدانی اهل بریتانیا است.